# 斯塔德利皇家公园
斯塔德利皇家公园（英語：Studley Royal Park）位于英格兰北约克郡，其占地323公頃（800英畝）。1986年斯塔德利皇家公园以及方廷斯修道院被联合国教科文组织授予了“世界遗产”称号。

## 历史

### 斯塔德利地产
约翰·艾斯拉比（John Aislabie）于1693年从他哥哥手中继承了斯塔德利地产。约翰·艾斯拉比在1695年是英国保守党国会成员，1718年成为了英国财政大臣，他还是南海泡沫事件的主导着之一。1720年，英国股市崩盘后，艾斯拉比被国会除名，也不再担任公职。 艾斯拉比回到了约克郡，专注于从1718年开始进行的公园修建工程。1742年艾斯拉比去世后，他的儿子威廉·艾斯拉比（William Aislabie）继承了他的遗愿继续修建公园，他先后购买了方廷斯修道院和方廷斯会堂的遗址。威廉将公园建成了浪漫风格的景观，与他父亲拘谨的建筑风格形成了强烈的对比。这个公园也是英格兰18世纪最重要的水景花园。
在威廉死后，斯塔德利地产传给了他的女儿伊丽莎白·阿兰森（Elizabeth Allanson），之后又遗传给了伊丽莎白的侄女伊丽莎白·索非亚·劳伦斯夫人（Mrs Elizabeth Sophie Lawrence）。劳伦斯从1808年开始在这里生活，直到1845年去世。之后房产又归德格雷伯爵二世——托马斯·德格雷（Thomas de Grey）所有，在1859年，托马斯去世后房产传给了他的侄子乔治·罗宾逊（George Robinson），乔治是当时的印度总督，来后，他在园里建立了圣玛丽教堂。1923年，乔治弗雷德里克·罗宾逊(Frederick Robinson)去世后，斯塔德利地产由他的堂妹克莱尔·乔治·温娜（Clare George Vyner）继承。
1966年，约克郡西区议会购买了斯塔德利地产，1983年，国家名胜古迹信托接手了地产。

### 斯塔德利皇家大厅

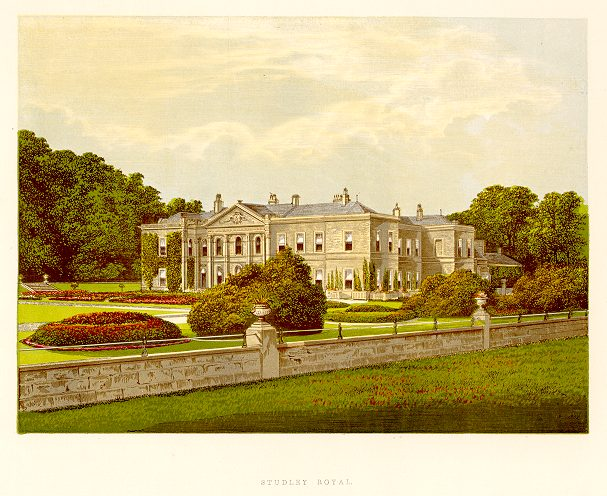
1880年的斯塔德利皇家大厅。

斯塔德利皇家大厅位于公园的西北角。最初是中世纪的一个庄园，这座建筑有一个主厅，还有两个向前突出的翼室。1716年被大火烧毁了，后来又由约翰·艾斯拉比（John Aislabie）重建，他的儿子威廉为了使其美观，在此基础上增加了门廊。
1946年，这栋建筑再次被大火烧毁。1728年-1732年之间建立了一个大块稳定地块，使得其保存了下来，现在属于私人房产。

### 近现代
1966年，约克郡西区议会购买了斯塔德利地产，1983年，国家名胜古迹信托接手了地产。1986年，整个公园被联合国教科文组织授予了“世界遗产”的称号。斯塔德利皇家公园获得了这个称号是因为其满足了这个标准：显现了人类创作天赋的杰作（being a masterpiece of human creative genius），是展现人类历史重要阶段的极佳建筑案例（an outstanding example of a type of building or architectural or technological ensemble or landscape which illustrates significant stages in human history）。

## 主要景观

### 方廷斯修道院
方廷斯修道院于1132年建立，当时本笃会的僧侣离开了圣玛丽修道院按熙笃会教条修建了方廷斯修道院。在1539年亨利八世时期的解散修道院运动中，修道院的楼房和超过500英畝（200公頃）的土地卖给了商人理查德·格雷沙姆（Richard Gresham）。方廷斯修道院经历几代理查德家族传人之后卖给了斯蒂芬·普洛克特（Stephen Proctor），后者在1598-1694年之间建立起了方廷斯会堂（Fountains Hall）。修建会堂的材料有一部分来自修道院废墟里的石料。方廷斯修道院的废墟是12世纪熙笃会留下的最古老、最“完整”的废墟。

### 斯塔德利皇家水榭
斯塔德利皇家水榭在1718年由约翰·艾斯拉比（John Aislabie）建立，这是在英格兰现存最佳的乔治亚时期水上花园。后来又由其儿子威廉开拓并且购买了附近的方廷斯地产。花园里的优雅观赏湖、人工河、教堂和小瀑布给人们提供一系列赏心悦目的风景，里面还有哥德复兴式城堡和帕拉第奥式宴会大厅。

### 圣玛丽亚教堂

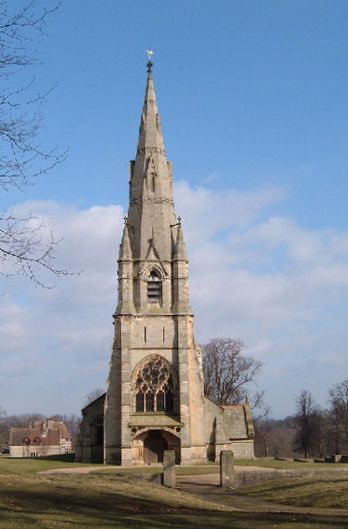
圣玛利亚教堂

历史上，圣玛丽教堂有两座。在维多利亚时代晚期，乔治·罗宾逊（George Robinson）家族为了纪念弗雷德里克·格兰瑟姆·温娜（Frederick Grantham Vyner）而在约克郡建立了一座纪念教堂。另一座是位于斯凯尔顿（Skelton）基督安慰教堂（Church of Christ the Consoler），这两座教堂的设计者都是威廉·伯吉斯。1870年，温娜被希腊强盗谋杀，他的妈妈（Lady Mary Vyner）和姐姐（Lady Ripon）未用完的赎金在约克郡建立了两座教堂以纪念温娜。伯吉斯能成为这两座教堂的设计者很大程度上是由于他与他的雇主第三代比特侯爵约翰·克赖顿-斯图尔特（John Crichton-Stuart）和温娜之间的关系，他们早在牛津就成为了朋友。斯塔德利皇家公园的圣玛丽教堂于1870年开始筹备，1871年正式开工，教堂于1878年完工并开始使用。设计者将基督安慰教堂建成一个经典案例-将他最中意的法式早期风格转变成英式风格。尼古拉·佩夫斯纳写道：“这是维多利亚时代的圣地，早期英国荣耀之梦（a Victorian shrine, a dream of Early English glory）。”圣玛利亚教堂是伯吉斯“教会建筑的杰出之作”

### 鹿园
中世纪的鹿园拥有丰富的动植物资源，里面生活着500多只鹿，还有一座教堂。

## 图片

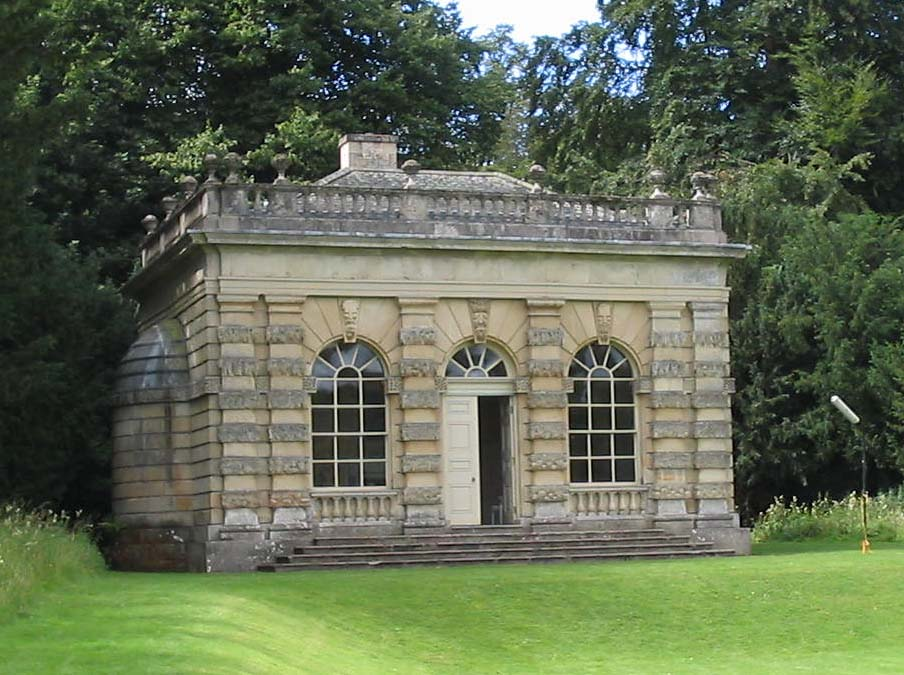
帕拉第奥式小型宴会厅
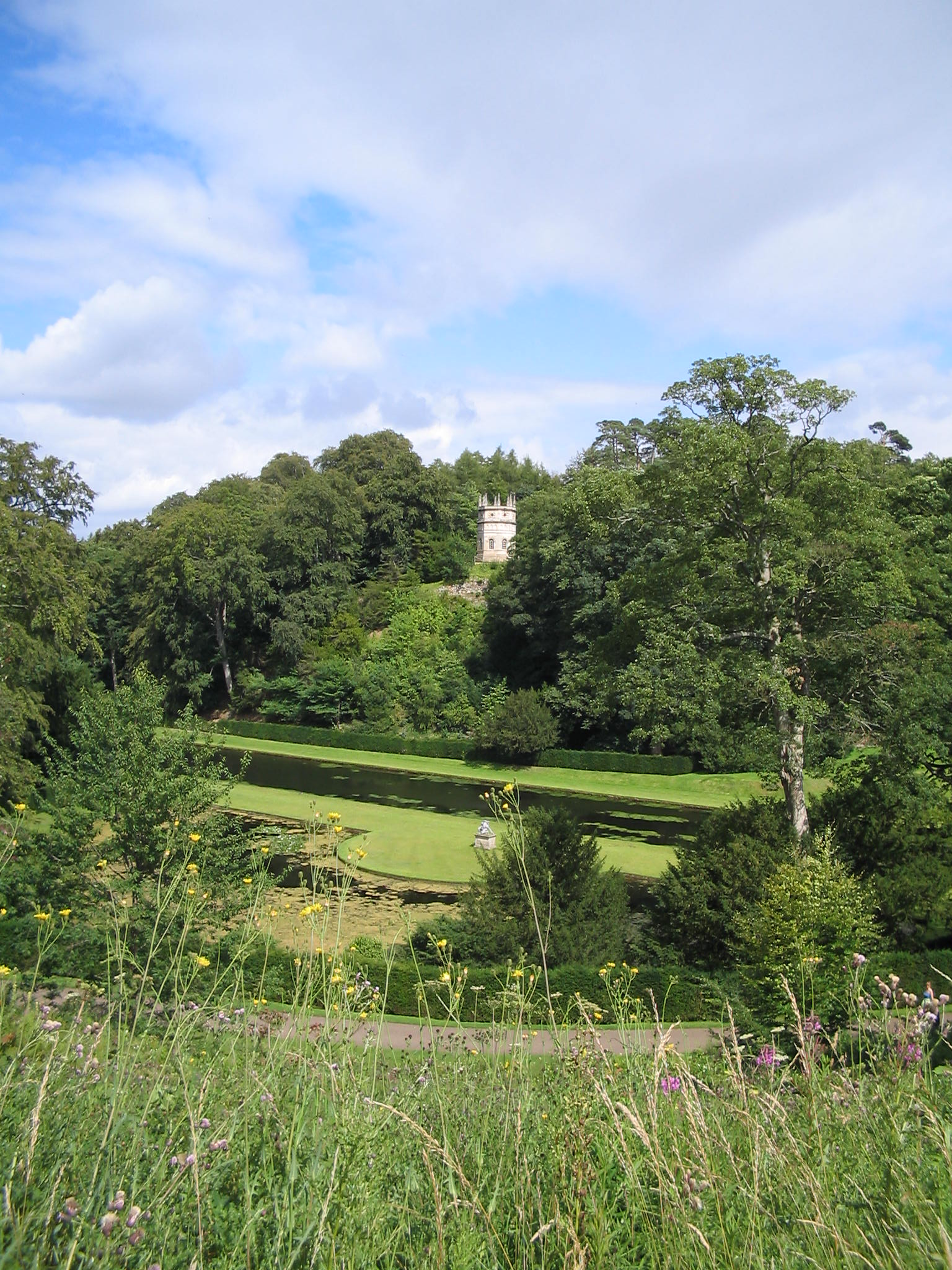
园中哥特式八角楼
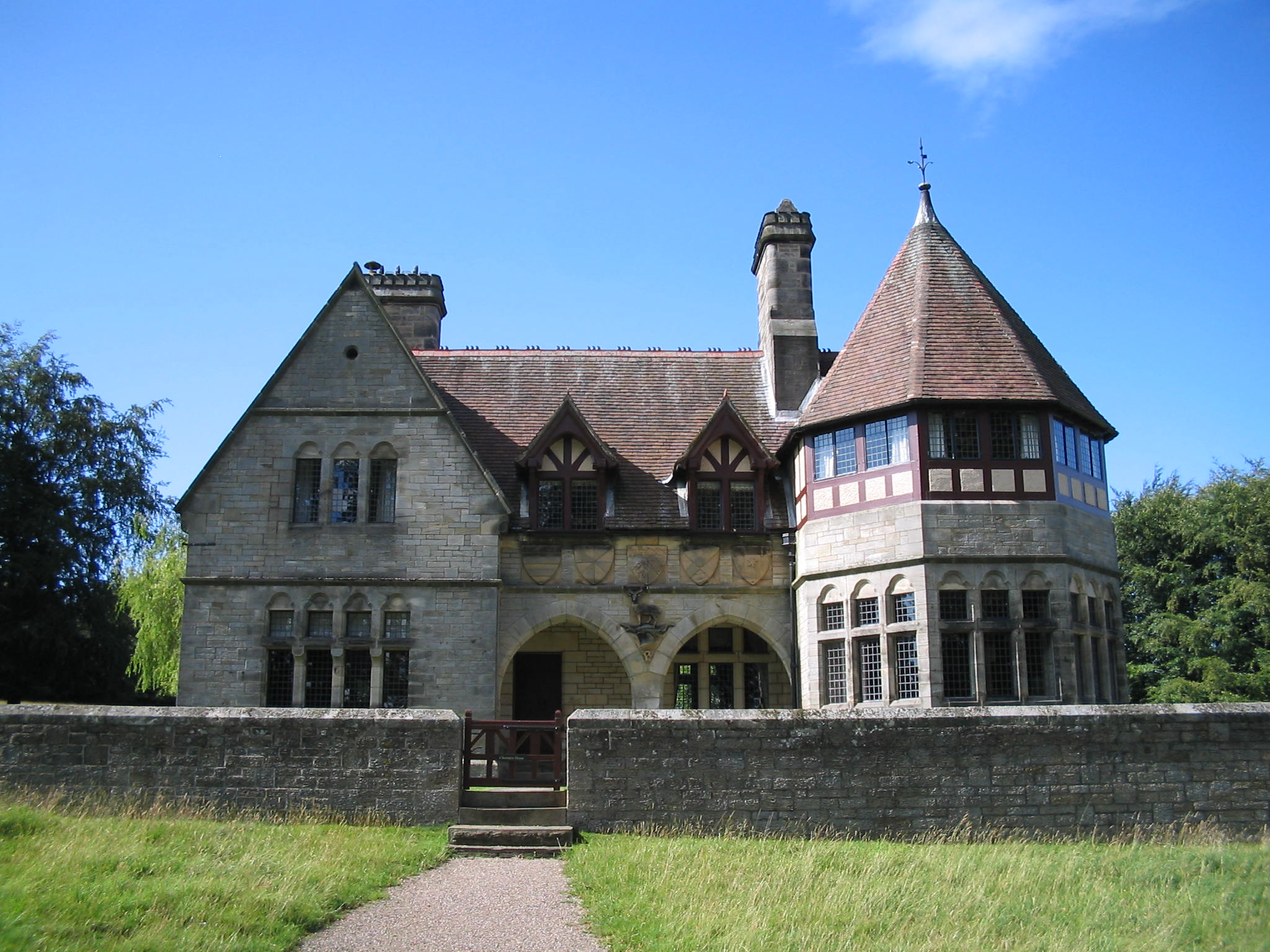
唱诗班大厅 (毗邻圣玛利亚教堂)
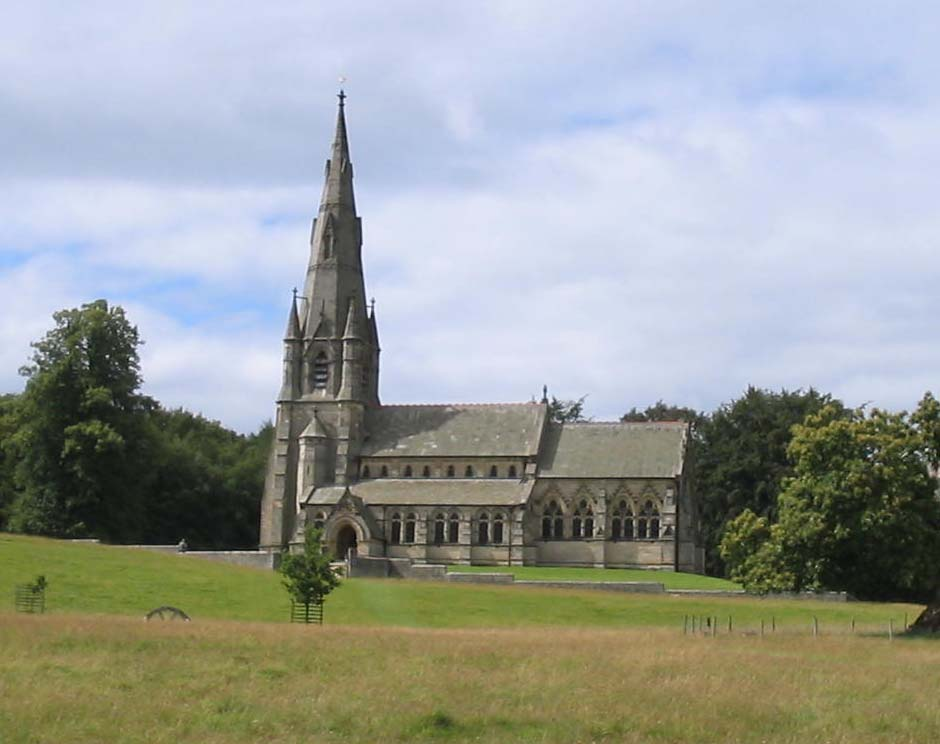
圣玛利亚教堂
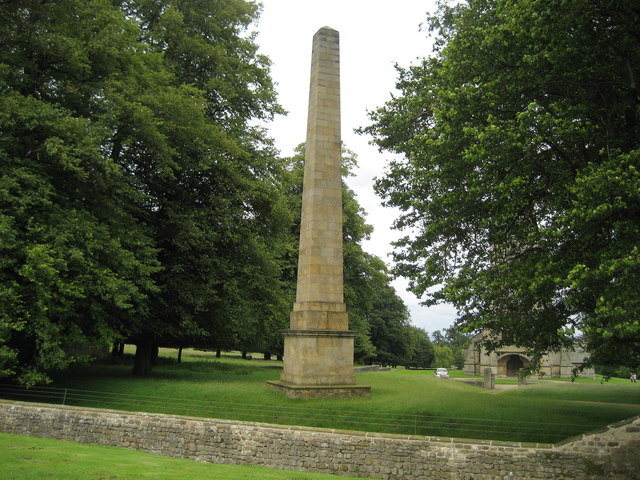
圣玛利亚教堂上方的方尖碑
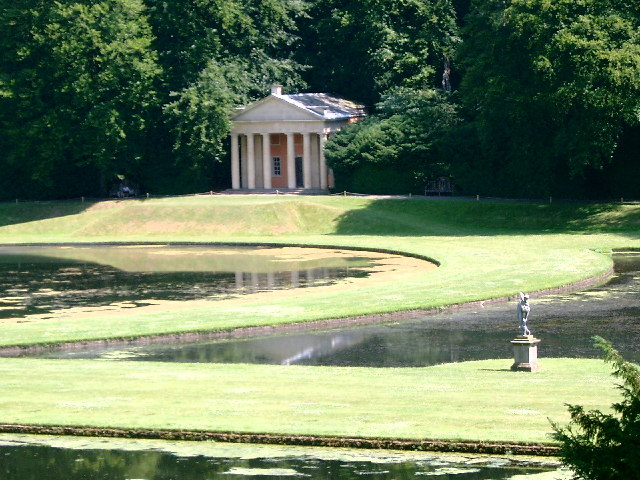
水上花园
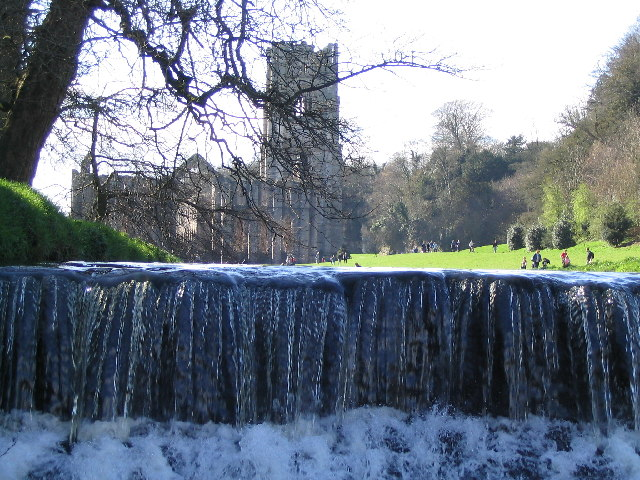
小瀑布
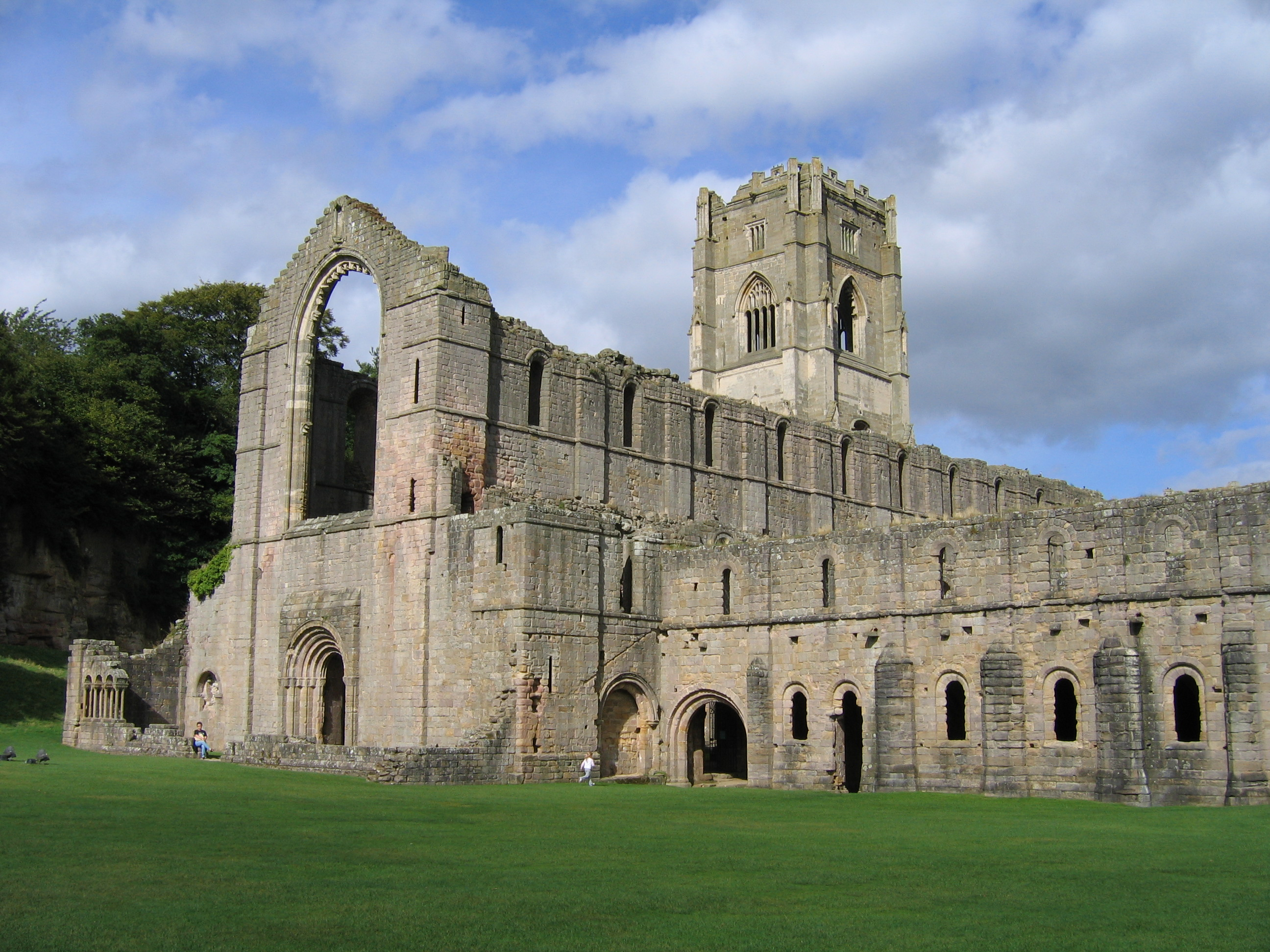
方廷斯修道院遗址